# Метафизическое общество
Метафизическое общество — британское философское общество, основанное в 1869 году Джеймсом Ноулзом и просуществовавшее до 1880 года и заложившее своей деятельностью основы современной метафизической философии. Общество обсуждало философские аспекты веры, такие как бессмертие души, и связь этих аспектов с достижениями современной (XIX век) науки. Большинство его участников были видными священниками, политиками, влиятельными особами высшего общества и известными интеллектуалами.
Именно на заседании Метафизического общества, в речи Томаса Генри Хаксли впервые прозвучала концепция агностицизма, как научного мировоззрения.
16 мая 1880 года состоялась последняя встреча общества. Томас Генри Хаксли сказал, что общество: «умерло от слишком большой любви»; Теннисон: «потому что после десяти лет напряжённого усилия никто не преуспел в том, чтобы даже определить метафизику». А согласно Стэнли: «Все мы подразумевали один и тот же предмет, только не знали какой».

## Члены общества
Полный список членов общества:
- Артур Пенри Стэнли, аббат Вестминстерский
- Джон Роберт Сили, английский эссеист и историк.
- Родан Ноэль, английский поэт
- Джеймс Мартинео, английский философ
- Уильям Бенджамин Карпентер, физиолог и натуралист
- Джеймс Хинтон, хирург и писатель
- Томас Генри Хаксли, биолог-дарвинист
- Чарльз Притчард, астроном
- Ричард Холт Хаттон, писатель и богослов.
- Уильям Джордж Вард, католический богослов
- Уолтер Бадот, экономист и публицист
- Джеймс Энтони Фруд, историк
- Альфред Теннисон, английский поэт
- Альфред Барри
- лорд Артур Рассел, британский политический деятель
- Уильям Юарт Гладстон, премьер-министр Великобритании
- Генри Эдуард Мэннинг, архиепископ и кардинал
- Джеймс Ноульз, архитектор и публицист
- Джон Лаббок, 1-й барон Авебери
- Генри Алфорд, церковник, учёный, и поэт
- Александр Грант
- Коннор Тируолл
- Фредерик Харрисон
- Джон Добри Дэлгэрнс
- Джордж Гроув, музыкальный писатель
- Шэдуорт Ходгсон
- Генри Сиджвик
- Эдмунд Лашингтон
- Чарльз Элликотт
- Марк Пэттисон
- Джордж Кэмпбелл, 8-й герцог Аргайла
- Джон Раскин
- Роберт Лоу, виконт Шербрукский
- Маунтстюарт Элфинстоун Грант-Дафф
- Уильям Рэтбоун Грег
- Александр Кэмпбэл Фрэзер
- Генри Аклэнд
- Джон Фредерик Денисон Морис
- Уильям Томсон, архиепископ
- Томас Мозли
- Ричард Уильям Черч
- Уильям Коннор Мэги
- Джордж Крум Робертсон
- Джеймс Фицджеймс Стивен
- Джеймс Джозеф Сильвестр
- Джон Чарльз Букнилл
- Эндрю Кларк
- Уильям Кингдон Клиффорд
- Джордж Джексон Миварт
- Мэтью Бултон
- Уильям Уолдегрейв Палмер, 2-й граф Селборна
- Джон Морли
- Лесли Стивен
- Фредерик Поллок, 3-й баронет Тайного Совета Её Величества
- Фрэнсис Эйдэн Гаскей
- Барнес Уптон
- Уильям Галл, 1-й баронет Брук Стрит
- Роберт Кларк
- Артур Бальфур
- Джеймс Сёлли
- Альфред Баррэтт